# Witalnik nostrzak

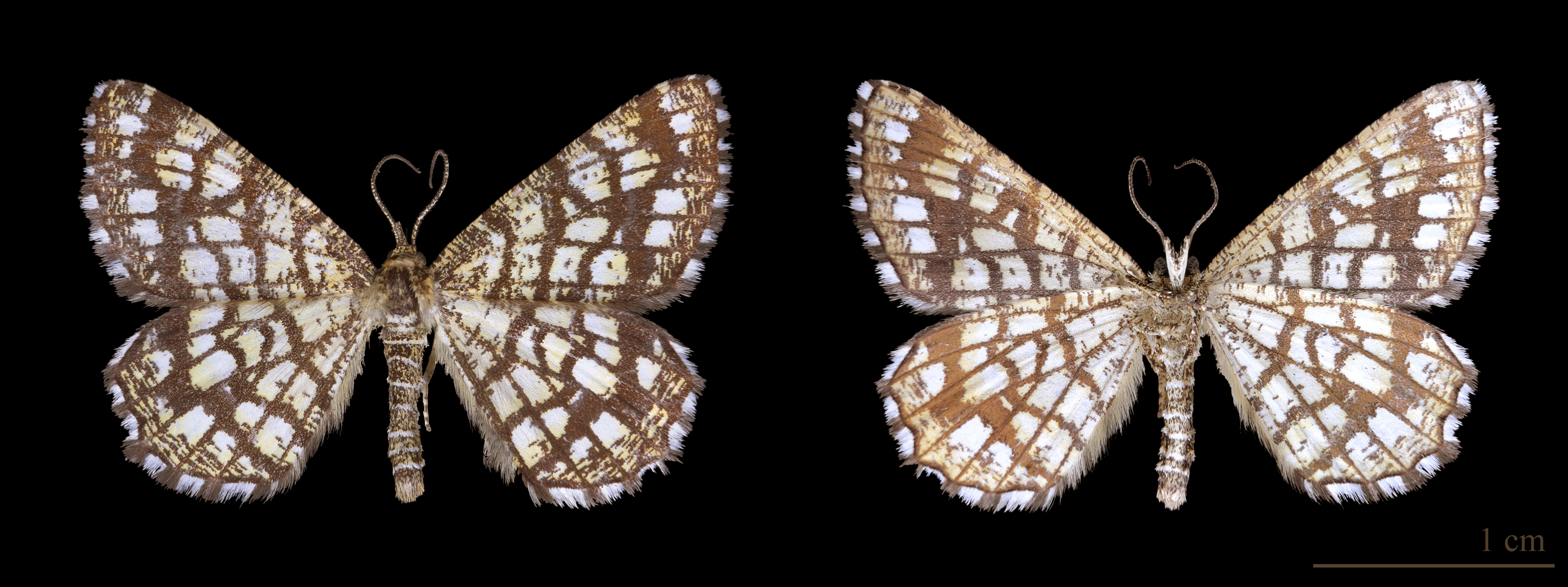
Witalnik nostrzak - ♀

Witalnik nostrzak, bażantek nostrzak (Chiasmia clathrata, Semiothisa clathrata) – owad z rzędu motyli o rozpiętości skrzydeł 11–15 mm. Pospolity na terenie całej Polski, z wyjątkiem Tatr. 
Gąsienice tego motyla żerują na koniczynie i lucernie.